# 児玉 (名古屋市)
児玉（こだま）は、愛知県名古屋市西区の町名。現行行政地名は児玉一丁目から児玉三丁目。住居表示実施済み。

## 地理
名古屋市西区の南東部に位置し、東と南東に浄心、西に南堀越と枇杷島、南に名西、北に康生通に接する。

## 歴史

### 沿革
- 1889年（明治22年）10月1日 - 合併により、西春日井郡児玉村が同郡金城村大字児玉となる[1]。
- 1921年（大正10年）8月22日 - 合併により、名古屋市西区児玉町となる[1]。
- 1947年（昭和22年）
  - 7月10日 - 西区浄心町の一部を編入する[1]。
  - 9月1日 - 西区浄心町・葭原町の各一部を編入する[1]。

その他、葭原町・康生通・万代町・浄心本通・笠取町・浄心町・浄心二丁目にそれぞれ一部が編入されている。

#### 児玉一丁目・児玉二丁目・児玉三丁目
- 1980年（昭和55年）10月12日 - 西区児玉一丁目が同区北押切町・児玉町・浄心町・浄心本通の各一部、児玉二丁目が児玉町・浄心町の各一部によりそれぞれ成立[1]。
- 1983年（昭和58年）8月28日 - 西区児玉一丁目が児玉町・康生通の各一部、児玉二丁目が児玉町・康生通・葭原町の各一部をそれぞれ編入する[1]。また、児玉三丁目が児玉町・康生通・葭原町・児玉二丁目の各一部により成立[1]。

### 字一覧
1932年（昭和7年）発行『明治十五年愛知県郡町村字名調』による西春日井郡児玉村の字一覧。
- 街道東南（かいどひがしみなみ）ノ切（きり）[2]
- 街道東北（かいどひがしきた）ノ切（きり）[2]
- 一（ひと）ツ家（や）[2]
- 七畝切（ななせきり）[2]
- 中（なか）ノ町（ちょう）[2]
- 地穴（じあな）[2]
- 野崎（のさき）[2]
- 狐塚（きつねつか）[2]
- 清洲杁（きよすいり）[2]
- 四畝町（よせまち）[2]
- 籠島（かごしま）[2]
- 五反田（ごたんだ）[2]
- 江越（えこし）[2]
- 越前田（こしまえた）[2]
- 西江越（にしえこし）[2]
- 井（い）ノ下（した）[2]
- 高池（たかいけ）[2]
- 横枕（よこまくら）[2]
- 東出（ひがしで）[2]
- 郷中（ごうなか）[2]
- 郷裏（ごううら）[2]
- 蜂尻（はちしり）[2]
- 戌亥出（いぬいで）[2]
- 西裏（にしうら）[2]
- 長溝（ながみぞ）[2]
- 郷前（ごうまえ）[2]
- 寺裏（てらうら）[2]
- 三出（さんだし）[2]
- 西沖（にしおき）[2]
- 茶園取（ちゃえんとり）[2]
- 栄裏（さこうら）[2]
- 鵣（う）タレ[注釈 1][2]

## 世帯数と人口
2019年（平成31年）2月1日現在の世帯数と人口は以下の通りである。
| 丁目       | 世帯数    | 人口    |
| ---------- | --------- | ------- |
| 児玉一丁目 | 544世帯   | 1,176人 |
| 児玉二丁目 | 658世帯   | 1,361人 |
| 児玉三丁目 | 815世帯   | 1,620人 |
| 計         | 2,017世帯 | 4,157人 |

## 学区
市立小・中学校に通う場合、学校等は以下の通りとなる。また、公立高等学校に通う場合の学区は以下の通りとなる。
| 丁目       | 番・番地等 | 小学校               | 中学校               | 高等学校 |
| ---------- | ---------- | -------------------- | -------------------- | -------- |
| 児玉一丁目 | 全域       | 名古屋市立児玉小学校 | 名古屋市立浄心中学校 | 尾張学区 |
| 児玉二丁目 | 全域       | 名古屋市立児玉小学校 | 名古屋市立浄心中学校 | 尾張学区 |
| 児玉三丁目 | 全域       | 名古屋市立児玉小学校 | 名古屋市立浄心中学校 | 尾張学区 |

## 交通
- 国道22号

## 施設

### 児玉一丁目

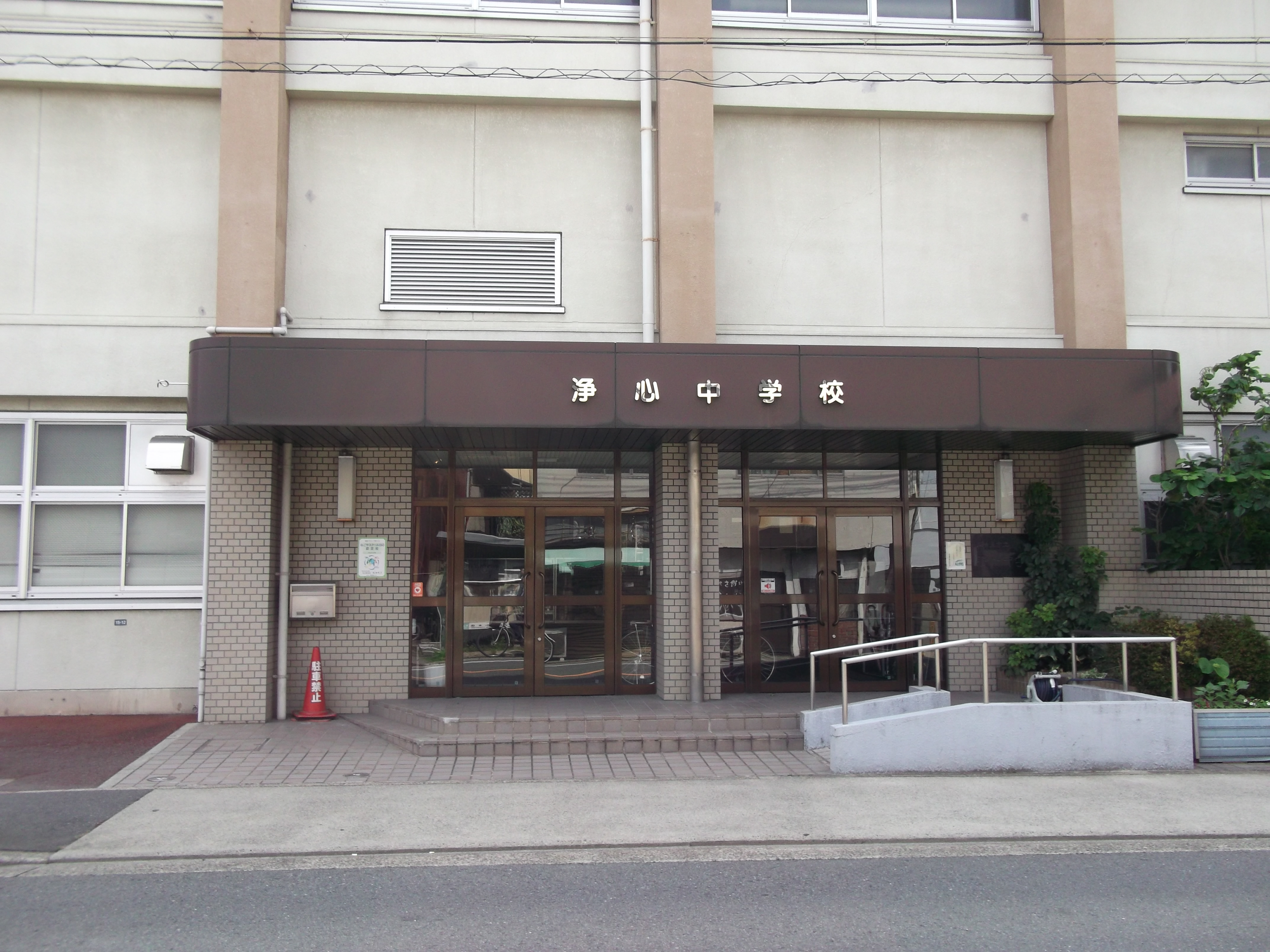
名古屋市立浄心中学校
- 竹雲寺
- 天理教名美原分教会
- 善次郎せんべい平野屋

- 名古屋市立浄心中学校

### 児玉二丁目

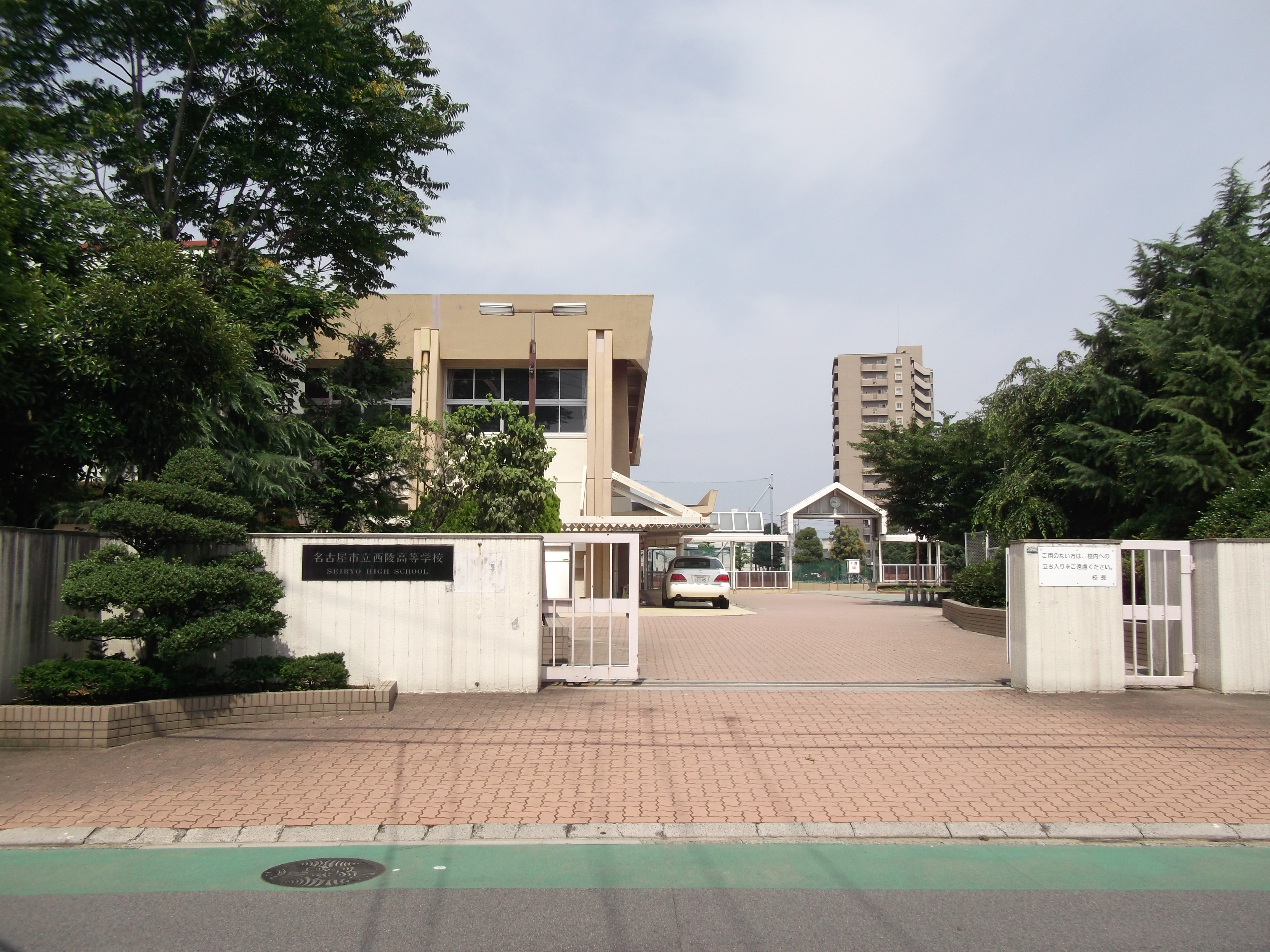
名古屋市立西陵高等学校
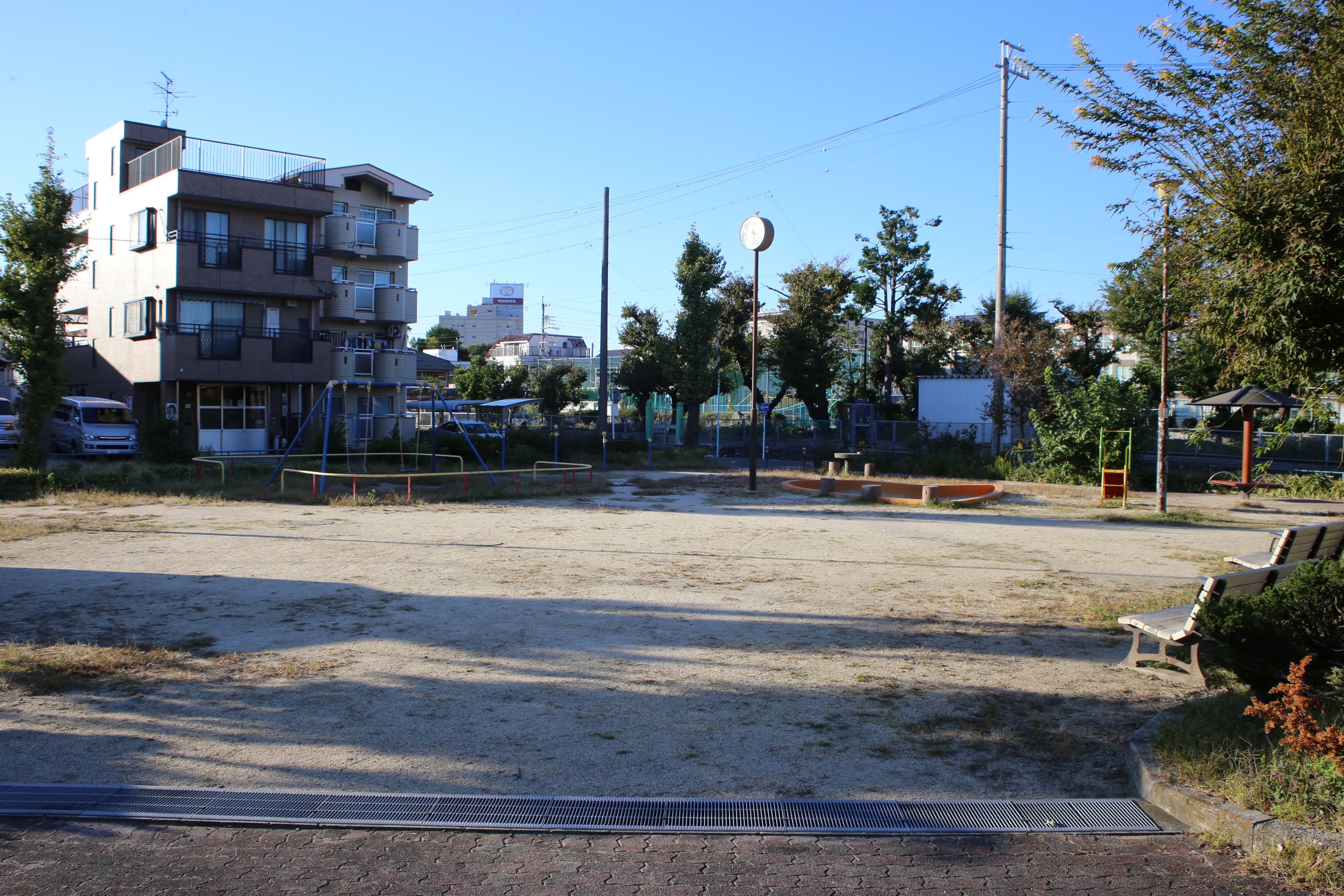
名古屋市立児玉小学校
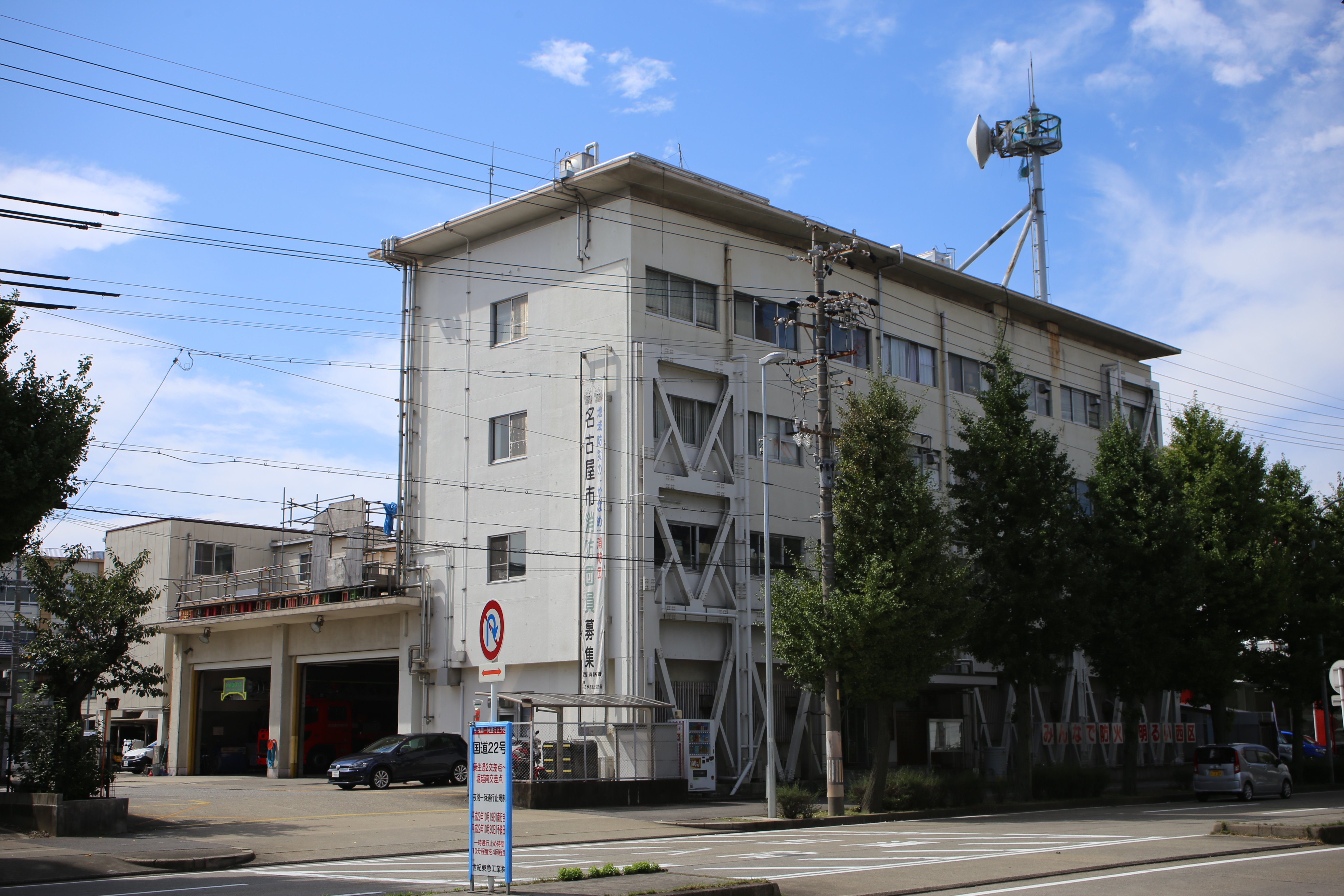
西消防署
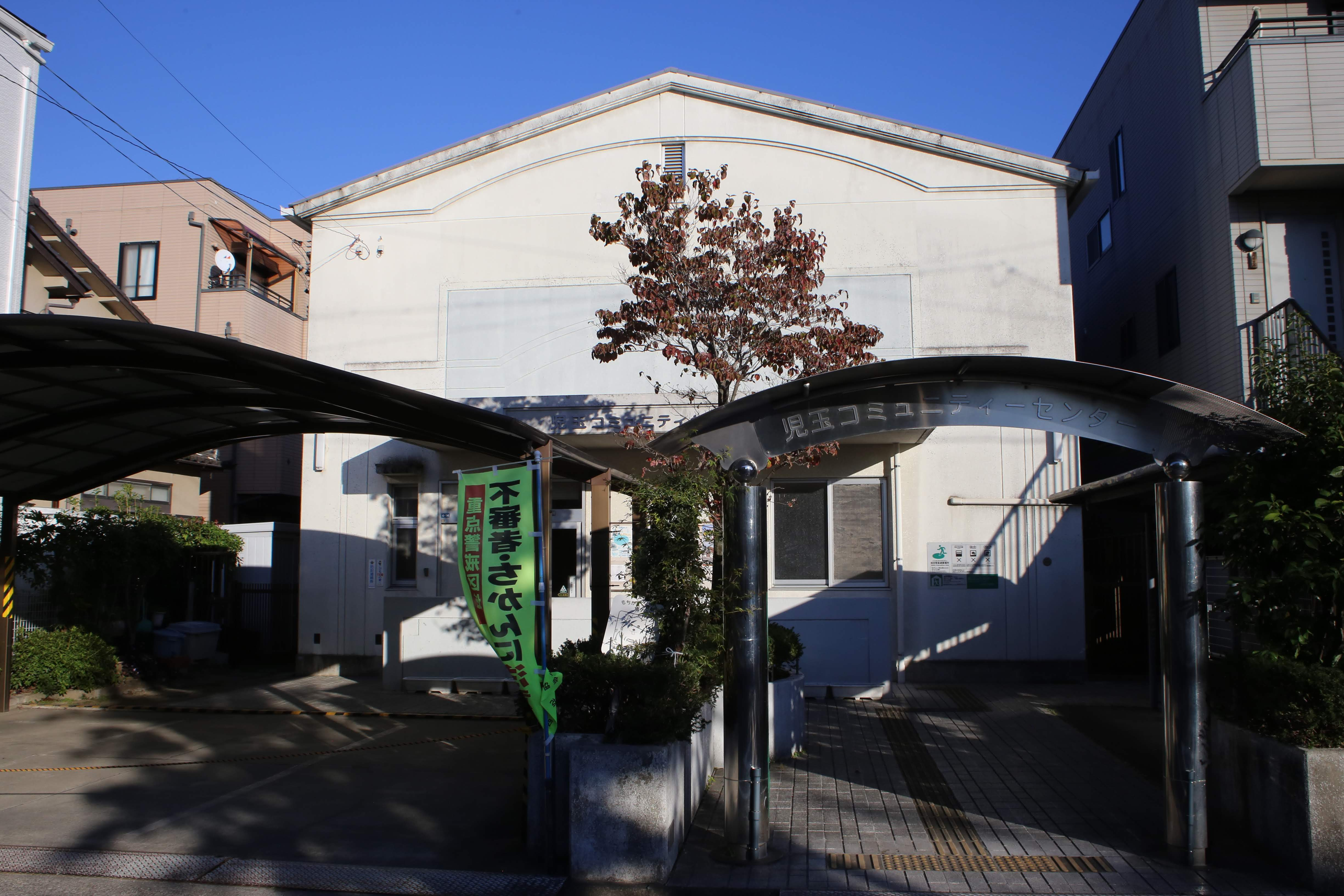
まこと保育園

1953年（昭和28年）6月1日認可の私立保育園。
- 八津御嶽神社
- 児玉寺
- 白百合どんぐり広場
- 芽生どんぐり広場

- 名古屋市立西陵高等学校
- 浄心公園
- 名古屋市西消防署
- 児玉コミュニティセンター

### 児玉三丁目

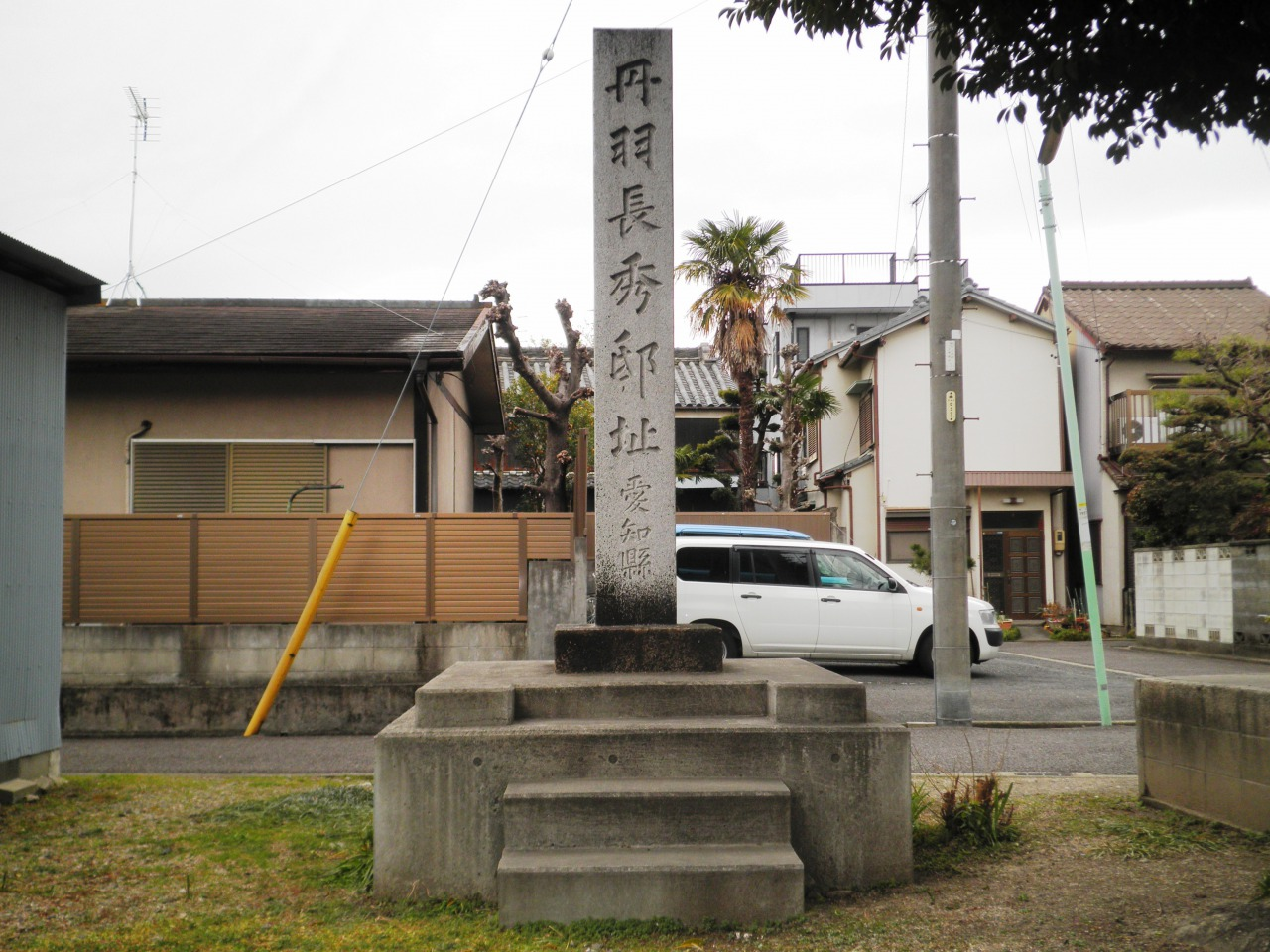
丹羽長秀邸址碑
- 薬師寺
- 児玉白山社
- 児玉南公園
- 金峯山修験本宗金城教会

- 丹羽長秀邸址碑

## その他

### 日本郵便
- 郵便番号 : 451-0066[WEB 3]（集配局：名古屋西郵便局[WEB 8]）。